# Oreocharis cinnamomea
Oreocharis cinnamomea är en tvåhjärtbladig växtart som beskrevs av Anthony. Oreocharis cinnamomea ingår i släktet Oreocharis och familjen Gesneriaceae. Inga underarter finns listade i Catalogue of Life.